# Мора Тапиа, Хулио Сесар
Хулио Сесар Мора Тапиа (исп. Julio César Mora Tapia; 10 марта 1910 — 22 октября 2020, Кито) — эквадорский долгожитель; на момент смерти являлся старейшим из живущих мужчин страны.

## Биография
Кроме того, он и его супруга Вальдрамина Макловия Кинтерос Рейес (род. 1915) в 2020 году попали в книгу рекордов Гиннеса как самая старая пара мира. На тот момент их брак насчитывал 79 лет, а возраст на двоих — 214 лет и 358 дней. Оба учителя, они познакомились благодаря семейным связям: муж сестры Вальдриты был двоюродным братом Хулио Сесара. Они поженились семь лет спустя после знакомства, 7 февраля 1941. Сделали это втайне, так как некоторые члены семьи были против их брака. У супругов родилось пять детей. На 2020 год у пары было 11 внуков, 21 правнук и 9 праправнуков. Местные СМИ сообщали, что долгожитель умер от «неуточнённой деменции».